# 小原村 (滋賀県)
小原村（こはらむら）は滋賀県甲賀郡にあった村。現在の甲賀市信楽町中心部の南西一帯にあたる。

## 地理
- 河川：中手川、信楽川、寺谷川

## 歴史
- 1889年（明治22年）4月1日 - 町村制の施行により、中野村・柞原村・小川村・小川出村・杉山村・西村の区域をもって発足。村名は小川の「小」と柞原の「原」を合わせて作成。
- 1954年（昭和29年）9月1日 - 信楽町・雲井村・朝宮村・多羅尾村と合併して信楽町が発足。同日小原村廃止。